# Грибановская (Ленинградская область)
Грибановская — деревня в Винницком сельском поселении Подпорожского района Ленинградской области.

## История
ГРИБАНОВА (БУХАРИНА) — деревня при реке Ояти, число дворов — 7, число жителей: 28 м. п., 27 ж. п.; Часовня православная. Кузница. (1873 год)

Деревня административно относилась к Винницкой волости 2-го стана Лодейнопольского уезда Олонецкой губернии.

ГРИБАНОВСКАЯ (БУХАРИНОВА) — деревня Винницкого общества при реке Ояти, население крестьянское: домов — 16, семей — 15, мужчин — 35, женщин — 40, всего — 75; лошадей — 16, коров — 26, прочего — 21. Школа. (1905 год)

Деревня Грибановская являлась частью села (куста деревень) Винницы. Согласно карте Ленинградской области Северо-западного аэрогеодезического треста ГГУ издания 1932 года деревня насчитывала 11 крестьянских дворов.

Деревня Грибановская на карте 1932 года

По данным 1933 года деревня Грибановская входила в состав Винницкого вепсского национального сельсовета Винницкого национального вепсского района.
В 1930-е годы в деревне были организованы колхозы «8 марта» и «имени Кагановича». После укрупнения 1950 года — колхоз «имени Молотова».

Деревня Грибановская на карте РККА 1940 года

В 1971 году деревни Грибановская и Яхновская были объединены в один населённый пункт — деревню Грибановская.
По данным 1966, 1973 и 1990 годов деревня Грибановская также входила в состав Винницкого сельсовета.
В 1997 году в деревне Грибановская Винницкой волости проживали 45 человек, в 2002 году — 51 человек (русские — 88 %).
В 2007 году в деревне Грибановская Винницкого СП проживали 34 человека.

## География
Деревня расположена в южной части района на автодороге 41К-016 (Станция Оять — Плотично).
Расстояние до административного центра поселения — 6 км.
Расстояние до ближайшей железнодорожной станции Подпорожье — 88 км.
Деревня находится на правом берегу реки Оять.

## Демография
| 1873 | 1905 | 1997 | 2007 | 2010 | 2017 |
| ---- | ---- | ---- | ---- | ---- | ---- |
| 55   | ↗75  | ↘45  | ↘34  | ↘29  | ↘22  |

### Национальный состав
Согласно данным Всероссийской переписи населения 2021 года в деревне проживали 15 человек, из них:
 русские — 14, вепсы — 1.

## Улицы
Дорожная, Оятская, Сенная.